# Tanquián de Escobedo
Tanquián de Escobedo (del huasteco: Tan Kian ‘Lugar de palmas’) es una localidad del estado mexicano de San Luis Potosí, cabecera del municipio homónimo.

## Toponimia
La palabra Tanquián es de origen huasteco y se interpreta como «lugar de palmas». El complemento recuerda al general Mariano Escobedo, destacado militar y gobernador del estado de San Luis Potosí.

## Geografía
Se encuentra en la ubicación 21°36′0″N 98°40′0″O / 21.60000, -98.66667, a una altitud de 49 m s. n. m., y una distancia aproximada de 360 km de la capital del estado.

La zona urbana ocupa una superficie de 4.254 km².

## Demografía
Según los datos registrados en el censo de 2020, la población de Tanquián de Escobedo es de 9458 habitantes, lo que representa un decrecimiento promedio de -0.70% anual en el período 2010-2020 sobre la base de los 10 127 habitantes registrados en el censo anterior. Al año 2020 la densidad poblacional era de 2223 hab/km².
| Gráfica de evolución demográfica de Tanquián de Escobedo entre 2000 y 2020 |
|                                                                            |
| Fuente: Instituto Nacional de Estadística Geografía e Informática          |

La población de Tanquián de Escobedo está mayoritariamente alfabetizada, (6.89% de personas mayores de 15 años analfabetas, según relevamiento del año 2020), con un grado de escolaridad en torno a los 9 años. El 12.67% de la población se reconoce como indígena. 

El 77.1% de los habitantes de Tanquián de Escobedo profesa la religión católica.
En el año 2010 estaba clasificada como una localidad de grado medio de vulnerabilidad social. Según el relevamiento realizado, 3323 personas de 15 años o más no habían completado la educación básica, —carencia conocida como rezago educativo—, y 2452 personas no disponían de acceso a la salud.

## Economía
Las principales actividades económicas de la población son la ganadería, especialmente orientada a la producción láctea, y la citricultura.